# Bernardo Gomes de Brito

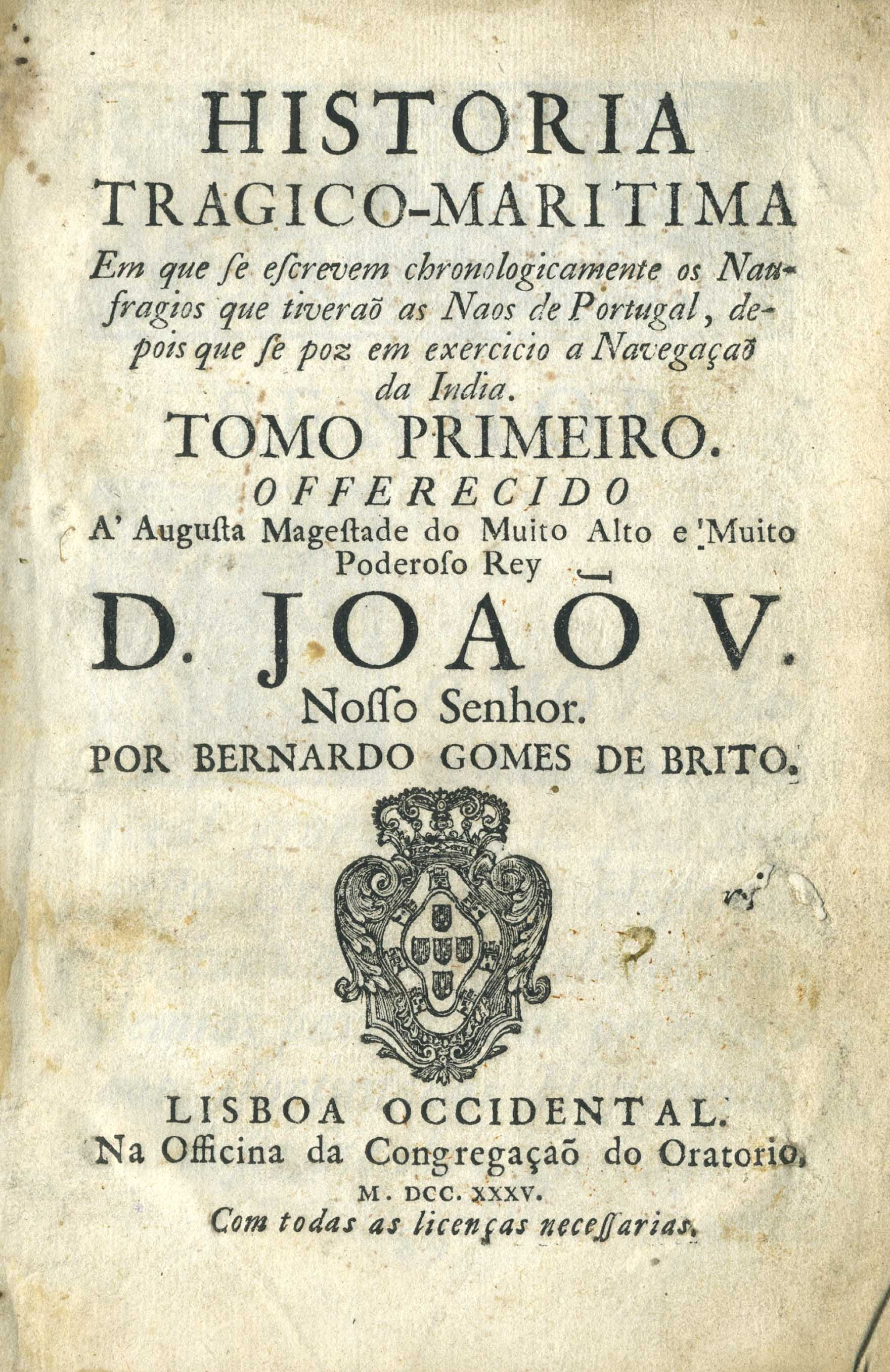
Frontispicio da Historia Trágico-Marítima, Lisboa, 1735.

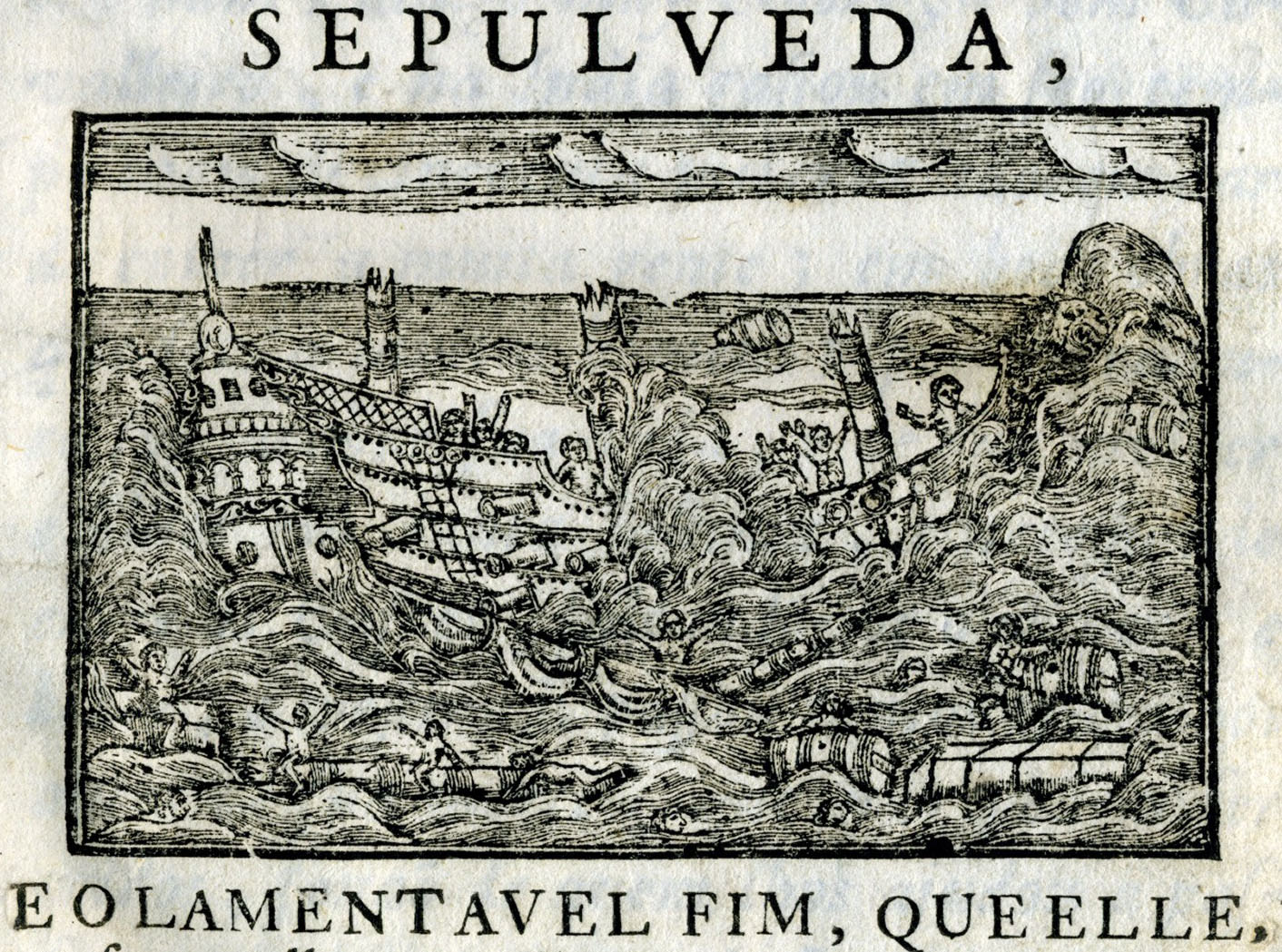
Naufrágio do "Galeão Grande S. João"

Bernardo Gomes de Brito (Lisboa, 20 de Maio de 1688 - depois de 1759) foi um erudito português, conhecido por ter reunido em volumes as relações de naufrágios a que chamou História Trágico-Marítima. 
Pouco se sabe acerca da sua vida, nem estado ou profissão. Diogo Barbosa Machado apenas nos dá a sua data de nascimento, donde se deduziu que Bernardo ainda vivia em 1759, data da morte do primeiro.
Diz dele Inocêncio Francisco da Silva : «Com louvável curiosidade e diligencia reuniu uma ampla colecção de relações e noticias de naufragios, e successos infelizes, acontecidos aos navegadores portuguezes, dividindo-a em cinco volumes, de que todavia só publicou os primeiros dois, ignorando-se o destino que tiveram os restantes, os quaes Barbosa affirma acharem-se no seu tempo promptos para a impressão. Esta obra, assás conhecida, intitula-se :
História trágico-marítima, em que se escrevem chronologicamente os naufragios que tiveram as naus de Portugal, depois que se poz em exercício a Navegação da Índia. Lisboa, na Off. da Congregação do Oratório; o tomo I, 1735. 4° de XVI–479 pag. — O tomo II, 1736. 4° de XVI–538 páginas.»